# Adorján Zoltán
Adorján Zoltán (Debrecen, 1961. november 15. –) magyar salakmotor versenyző, tizenháromszoros magyar bajnok, Hajós Alfréd-díjas sportoló. 11-szeres páros magyar bajnok, junior magyar bajnok, argentin bajnok. Kétszer szerzett Európa-bajnoki címet, és Debrecen díszpolgárává választotta. 12 alkalommal Debrecen Város Nagydíjának győztese. 2000 óta nem versenyzik.

## SGP és Salakmotor Világbajnokság eredmények

### Salakmotor Világbajnokság
| Szezon        | 1 | 2 | 3 | 4 | 5 | Hely | Pont |
| ------------- | - | - | - | - | - | ---- | ---- |
| 1985 Bardford | 0 | 0 | 0 | 0 | 2 | 14   | 2    |
| 1989 München  | 1 | 1 | 0 | 1 | 1 | 15   | 4    |
| 1990 Bardford | 1 | R | 0 | 1 | 0 | 15   | 2    |

### SGP
| Szezon | Rajtszám | 1     | 2     | 3     | 4     | 5     | 6     | Hely | Pont |
| ------ | -------- | ----- | ----- | ----- | ----- | ----- | ----- | ---- | ---- |
| 1998   | 12       | CZE 7 | DEU 5 | DNK 2 | GBR 3 | SWE 1 | POL 3 | 19   | 21   |

## Egyéni bajnoki címek

### Magyar Bajnokság
Zoltán Adorján tizenháromszoros magyar bajnok, nyert 1983-ban, 1984-ben, 1985-ben, 1986-ban, 1987-ben, 1988-ban, 1989-ben, 1990-ben, 1991-ben, 1994-ben, 1995-ben, 1996-ban és 1997-ben.

### Német Bajnokság
1991-ben német bajnok lett.

## Díjai
- A Magyar Érdemrend lovagkeresztje (2021)